# Толочин
Толочин (на беларуски: Талачын; на руски: Толочин) е град в Беларус, административен център на Толочински район, Витебска област. Населението на града е 9690 души (по приблизителна оценка от 1 януари 2018 г.).

## История
За пръв път селището е упоменато през 1433 година.